# Pfettisheim
Pfettisheim ist eine Commune déléguée in der französischen Gemeinde Truchtersheim mit 939 Einwohnern (Stand 1. Januar 2021) im Département Bas-Rhin in der Europäischen Gebietskörperschaft Elsass und in der Region Grand Est.

## Geografie
Pfettisheim liegt im Nordosten Frankreichs im Kochersberg, elf Kilometer nordwestlich von Straßburg. Nachbarorte von Pfettisheim sind Truchtersheim im Westen, Berstett im Norden, Pfulgriesheim im Südosten und Wiwersheim im Südwesten. Das Gemeindegebiet umfasst 484 Hektar, die mittlere Höhe beträgt 167 Meter über dem Meeresspiegel, die Mairie steht auf einer Höhe von 164 Metern.
Pfettisheim ist einer Klimazone des Typs Cfb (nach Köppen und Geiger) zugeordnet: Warmgemäßigtes Regenklima (C), vollfeucht (f), wärmster Monat unter 22 °C, mindestens vier Monate über 10 °C (b). Es herrscht Seeklima mit gemäßigtem Sommer.

## Geschichte
Pfettisheim wurde 739 zum ersten Mal erwähnt, in einer Urkunde, die die Liegenschaften des Klosters Weißenburg betrifft. Im 12. Jahrhundert taucht der Ort als Phetenesheim auf und als Pfetzenheim in einer Urkunde von 1529. In Elsässisch bedeutet pfetze „Zange“, weshalb auch das Wappen eine Zange zeigt.
Die Gemeinde Pfettisheim war Mitglied des Gemeindeverbands Kochersberg und wurde am 1. Januar 2016 nach Truchtersheim eingemeindet.

### Bevölkerungsentwicklung
| Jahr      | 1962 | 1968 | 1975 | 1982 | 1990 | 1999 | 2007 | 2017 |
| Einwohner | 316  | 325  | 441  | 668  | 789  | 752  | 792  | 794  |

## Sehenswürdigkeiten
Die Chapelle de la Sainte-Trinité (Kapelle der Dreifaltigkeit) stammt aus dem 3. Viertel des 17. Jahrhunderts. Ein behauener Stein im Inneren trägt die Jahreszahl 1669 und das Wappen des Bischofs. Der Friedhof ist neueren Datums, die Pfeiler am Eingang tragen das Datum 1876. Die Kapelle ist ein kleines quadratisches Gebäude mit einer halbkreisförmigen Apsis. Die beiden Kirchenfenster wurden von Tristan Ruhlmann gefertigt und zeigen das Wappen des Bischofs und das Wappen Pfettisheims.
Von der ursprünglichen Kirche Saint-Symphorien, die im 12. Jahrhundert erbaut worden war und dem Heiligen Symphorianus geweiht war, existiert nur noch der Glockenturm. Das Kirchenschiff, das im 18. Jahrhundert erbaut wurde, bildet heute den Chor. Das heutige Kirchenschiff wurde im 19. Jahrhundert erbaut. Die Sakristei ist in der ersten Hälfte des 20. Jahrhunderts hinzugefügt worden.

## Wirtschaft
Äcker und Weiden prägen das Bild der vormaligen Gemeinde. wichtige Erwerbszweige in Pfettisheim sind Handel, Transportwesen, diverse Dienstleistungen, Landwirtschaft (Zucht von Hausrindern und Hausschweinen) und Bauwesen.